# Pierre Mazille
Pierre François Mazille (* 22. Oktober 1921 in Paris; † 21. März 1979 in Lannion) war ein französischer Geher.
Bei den Olympischen Spielen 1948 in London wurde er in 5:01:40 h Siebter im 50-km-Gehen.
Seine persönliche Bestzeit über diese Distanz von 4:37:36 h stellte er 1948 auf.